# Chaetostephana
Chaetostephana é um gênero de traça pertencente à família Arctiidae.